# Vanessa Baird
Vanessa Martha Baird, född 19 november 1963 i Oslo, är en norsk bildkonstnär, illustratör och författare. Hon är känd för sina närgående skildringar av mänskligt lidande och sårbarhet. Hennes bilder kännetecknas av ett fabulerande, gränsöverskridande och stilsäkert formspråk.
Baird är del av en ny generation norska bildkonstnärer. Generationen karaktäriseras av att dess teckningar renodlat ett figurativt och berättande bildspråk med ett självständigt och experimentellt uttryck.

## Biografi
Bairds far är norrman och modern en konstnär från Glasgow. Vanessa Baird växte upp i Oslo men reste under uppväxten ofta till Skottland. När föräldrarna separerade var det modern som fick vårdnaden över Vanessa.
Baird studerade åren 1982–1985 vid SHKS. Inledningsvis funderade hon på att bli målare, men miljön på SHKS tillät henne inte att problemfritt arbeta med de utmanande och ofta explicita ämnesval som legat Baird nära. Därefter gick hon på Royal College of Art i London fram till 1987, med Quentin Blake som illustrationslärare, och mellan 1988 och 1991 vid Statens Kunstakademi.
Fram till början av 1990-talet var Baird känd som del av Verdensteatret, ett norskt konstkollektiv med bas i Oslo.

### Konstkarriär
1993 syntes Baird första gången helt på egen hand, via debututställningen på Galleri Wang i Oslo. Därefter har hon främst arbetat med utgångspunkt i teckningar utformade som tavlor, installationer eller på papper, producerade med penna, pastell, akvarell och porslin.
Bairds motivkretsar berör groteska och perverterade figurer, i ytligt fokuserade kompositioner och kaotiska miljöer. Bilderna kan påminna om tecknade serier, fabler och essäartade berättartekniker. Det som på ytan ser ut som oskyldiga bilderboksbilder för barn är dock i själv verket drastiska scenerier med både våldsam sexualitet, mindre glamorösa sidor av moderskapet och människans vilt djuriska sida – ofta tecknade med bitsk svart humor. Baird konst har jämförts med den sydafrikanska målaren Marlene Dumas, som om sitt måleri uttryckt sig: "Jag målar eftersom jag är en smutsig/snuskig kvinna". De skatologiska inslagen i Bairds skapande har även gett inspiration till den ännu (2024) inte färdigställda boken 50 Shades of Brown.
Baird berör i sina bilder existentiella problemställningar kopplade till den moderna människans varande. De absurda situationerna kombineras med teman som lyfter fram olika sorts sårbarhet, exempelvis via kvinnliga erfarenheter, kropp, sexualitet och mentala tillstånd. Hon vill visa fram det intima och för många anskrämliga i den mänskliga existensen och kroppen. Hon har återkommande velat underminera traditionella uppfattningar om det feminina, familjen och hemmet som koncept.
I likhet med sin konstnärskollega Mette Hellenes använder Baird sig ofta av privata infallsvinklar. I Hellenes satiriska serie Kebbelife är Mette och Vanessa huvudpersoner.

#### Fokus på mänskligt lidande
2010 blev Baird engagerad i en beställning från det statliga konstorganet KORO rörande tre monumentala muralmålningar i Regeringsbygg 6 i regeringskvarteren i Oslo. Detta projekt blev kontroversiellt och ledde till en långvarig debatt om konstens roll i det offentliga. Den offentliga utsmyckningen, målad på våt betong, blev dock aldrig slutförd. Orsaken var att Hälso- och omsorgsdepartementet menade att målningarnas motiv framkallade en känsla av sorg och ångest som påminde om den allmänna känslan efter terrorattentaten i Norge 2011. Den sista delen av verket, med titeln To everything there is a season, blev därför installerad i norska Kulturrådets reception i Mølleparken 2. 2026 ska de tre muralmålningarna slutligen samlas på ett och samma ställe, i samband med färdigställandet av de nya regeringsbyggnaderna.
Baird har även utfört fasta installationer för Sparebankstiftelsens hus, Sentralen i Oslo och restaurangen Palmen i Christian Ringnes Grand Hotel.
2015 blev Baird tilldelad Lorch Schives konstpris, baserat på en svit av väggtablåer på papper på Trondheim kunstmuseum med titeln I don't want to be anywhere, but here I am. Verket, som beskriver mänskligt kaos och drunknande flyktingar på Medelhavet, står permanent utställt bredvid Gustav Vigelands relief Helvete.

#### Senare år

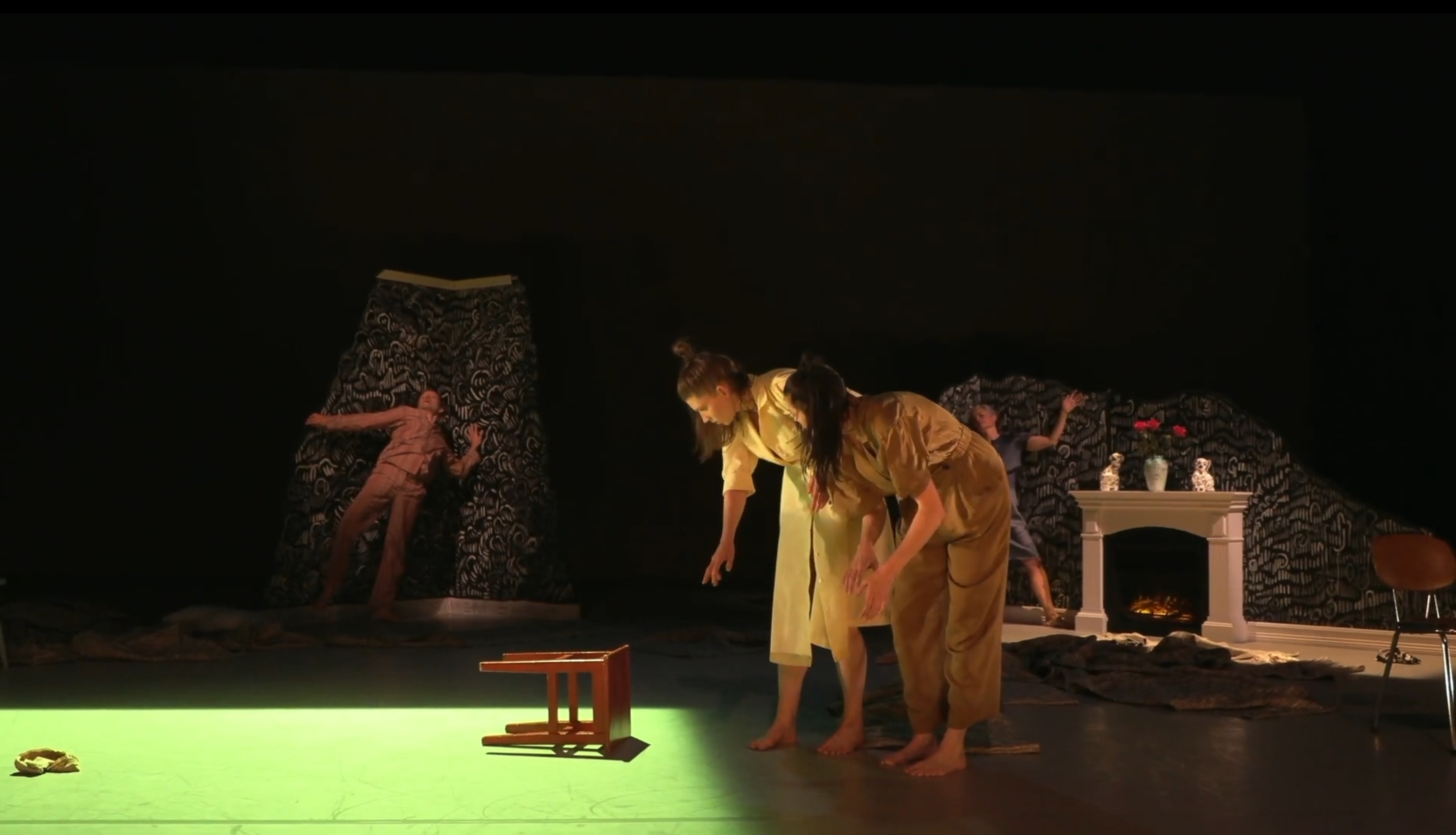
Bairds bildkonst inspirerade dramaturgen Ingun Bjørnsgaard till att 2021 sätta upp scenföreställningen Hojotoho! (There's no place like home), med ny musik av Rolf Wallin och Tansy Davies.

Go Down with Me var namnet på en stor utställning 2024 på Munchmuseet i Oslo, med närmare 600 verk av Baird. Uppmärksamheten kring utställningen berörde bland annat Bairds "feministiska uppgörelse" med Edvard Munch. Baird är i sin konst starkt påverkad av Munch, men hon utmanar också hans tids förståelse av det ensamma konstnärsgeniet av manligt kön. Själv är Baird påverkad av sin dyslexi, vilken hon anser har gett henne en extra visuell förmåga.
Baird har i sin konst också inspirerats av surrealismens förkärlek för det undermedvetna och uppbyggliga fabler. Dessa begrepp kan hon sedan i sina bilder göra uppror emot.

### Illustratör och författare
Det tydligt illustrationsliknande i Bairds bilder har under hennes karriär länge varit en hämsko för en acceptans inom konstlivet. Detta har dock på senare år vänts till en fördel, samtidigt som hennes illustrationer i böcker också blivit uppmärksammade.
I bilderboken You can't keep a good rabbit down från 2009 tar Baird upp grundläggande mänskliga situationer och känslor präglade av frustration och vanmakt, men också av livsglädje. I boken, fokuserad på akvarellteckningar för en vuxen publik, illustrerar hon också sitt eget liv i olika bildcykler, både ur ett komiskt och ett allvarligt perspektiv.
För barn bildsatte Baird 2013, på ett mindre traditionellt maner, Bröderna Grimms saga om vargen och räven. Hon har också producerat de poetiska teckningarna i Karl Ove Knausgårds essäsamling Om høsten, utgiven 2015.

## Privatliv
Baird har tre barn. Hon har även ägnat sig åt vård av sin åldrande mor (som länge bodde kvar i hemmet). Bairds olika vårdande roller har påverkat hennes eget konstnärliga skapande.

## Separatutställningar (urval)[3][6]
- Tegnerforbundet, Oslo, 1993
- Rom för aktuell konst, Göteborg, 1995
- Galleri Wang, Oslo, 1996
- and all I really want is some patience, Galleri Wang, Oslo, 1999
- Det er rimelig å kreve sannheten av et menneske, Galleri Wang, Oslo, 2004
- c/o – Gerhardsen Gerner, Berlin, 2006
- Me, my father – and somewhere else, 2008
- Galleri MGM, Oslo, 2010
- Kunstnernes Hus, Oslo, 2014
- Göteborgs konstmuseum, 2014
- Lorch Shives kunstpris, Trondheim Kunstmuseum, 2015
- Kunstnernes Hus, Oslo, 2017
- 'I've got ants in my pants', OSL contemporary, 2018
- 'You are something else', KODE, Bergen, 2019
- 'If ever there were an end to a story that had no beginning', Drawing Room, London, 2021
- 'Here we are again, happy as can be, all good pals and jolly good company', Kunsthall Stavanger, 2021
- 'I Can Get Right Down to the End of the Town and Be Back in Time for Tea', FRIEZE, London, 2022
- 'I Get Along Without You Very Well', Glasgow Women's Library, Glasgow, 2022
- 'The Good Times Used to Kill Me', OSL contemporary, 2022
- 'Go Down With Me', Munchmuseet, Oslo, 2024
- 'Vanessa Baird', Museum de Reede, Antwerpen, 2024